# Gator och torg i Västerort

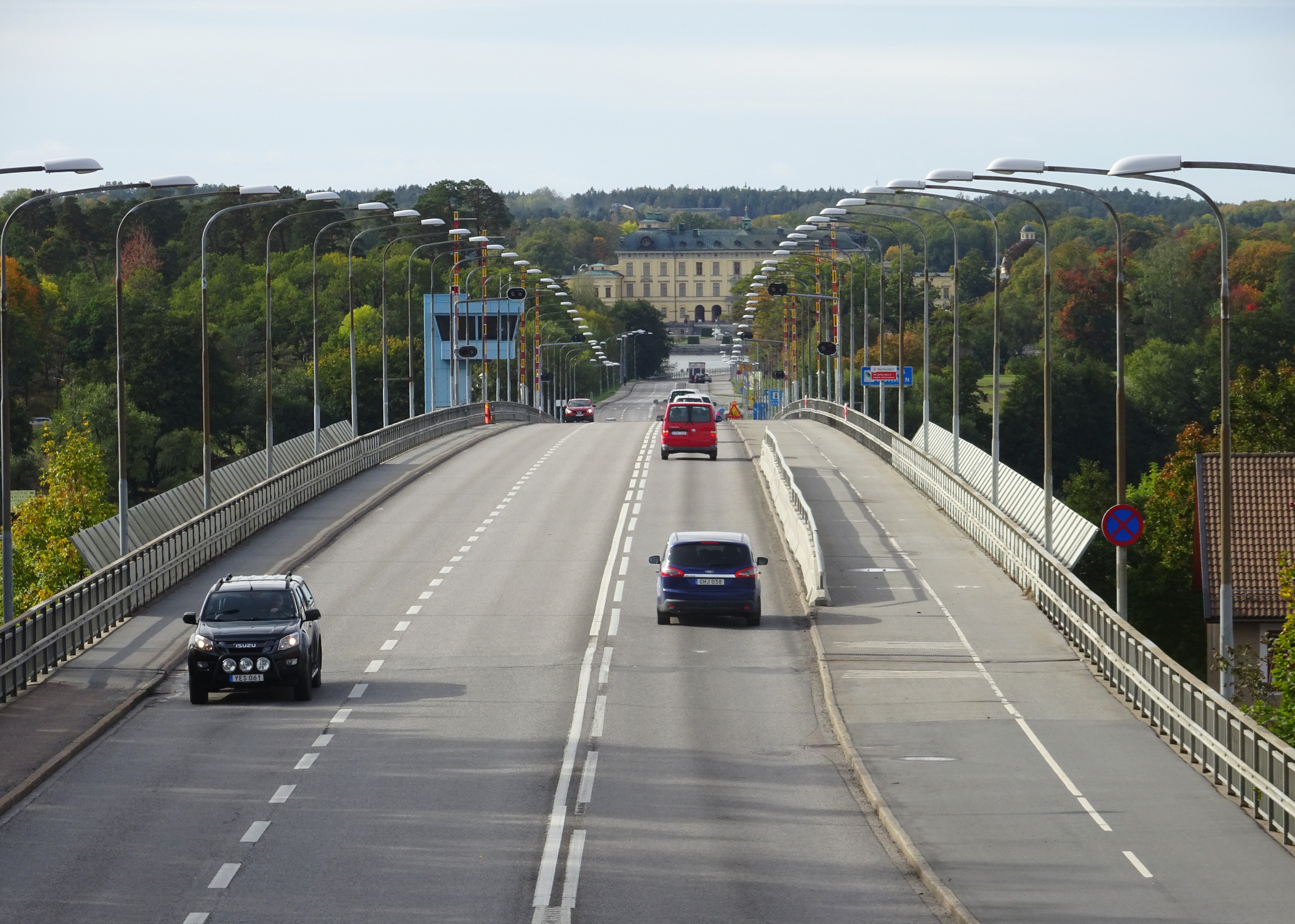
Nockebybron österut, september 2018.

Gator, torg och broar i Västerort, Stockholms kommun.

## Betydande gator

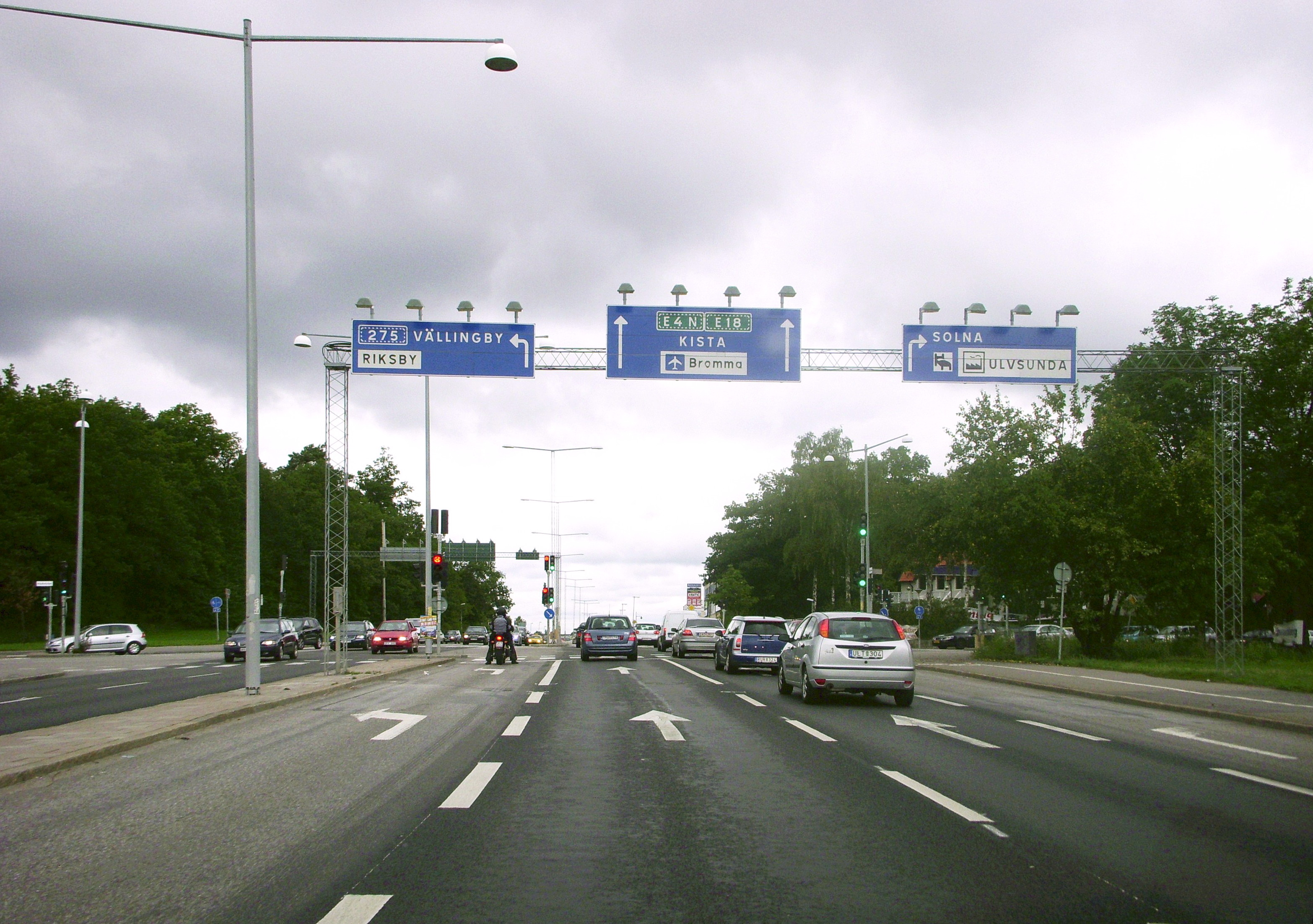
Ulvsundavägen norrut vid Bromma flygplats.

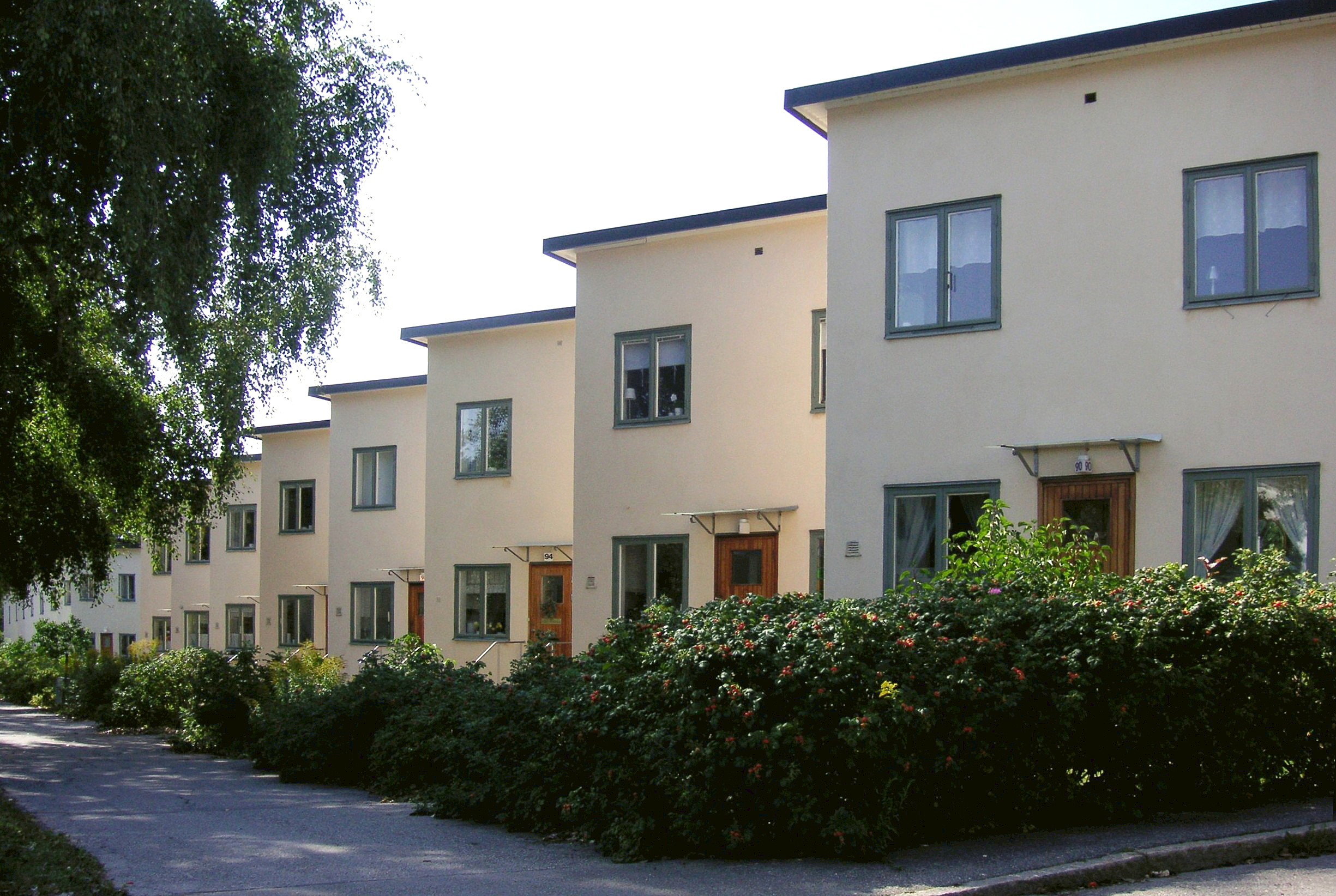
Ålstensgatans berömda radhus.

- Alviksvägen
- Bergslagsvägen
- Blackebergsvägen
- Bällstavägen
- Drottningholmsvägen
- E18
- Färjestadsvägen
- Grundtvigsgatan
- Huvudstaleden
- Kvarnbacksvägen
- Kymlingelänken
- Lövstavägen
- Nyängsvägen
- Spångavägen
- Tranebergs strand
- Tyska bottens väg
- Ulvsundavägen
- Västerled
- Ålstensgatan

## Torg och platser

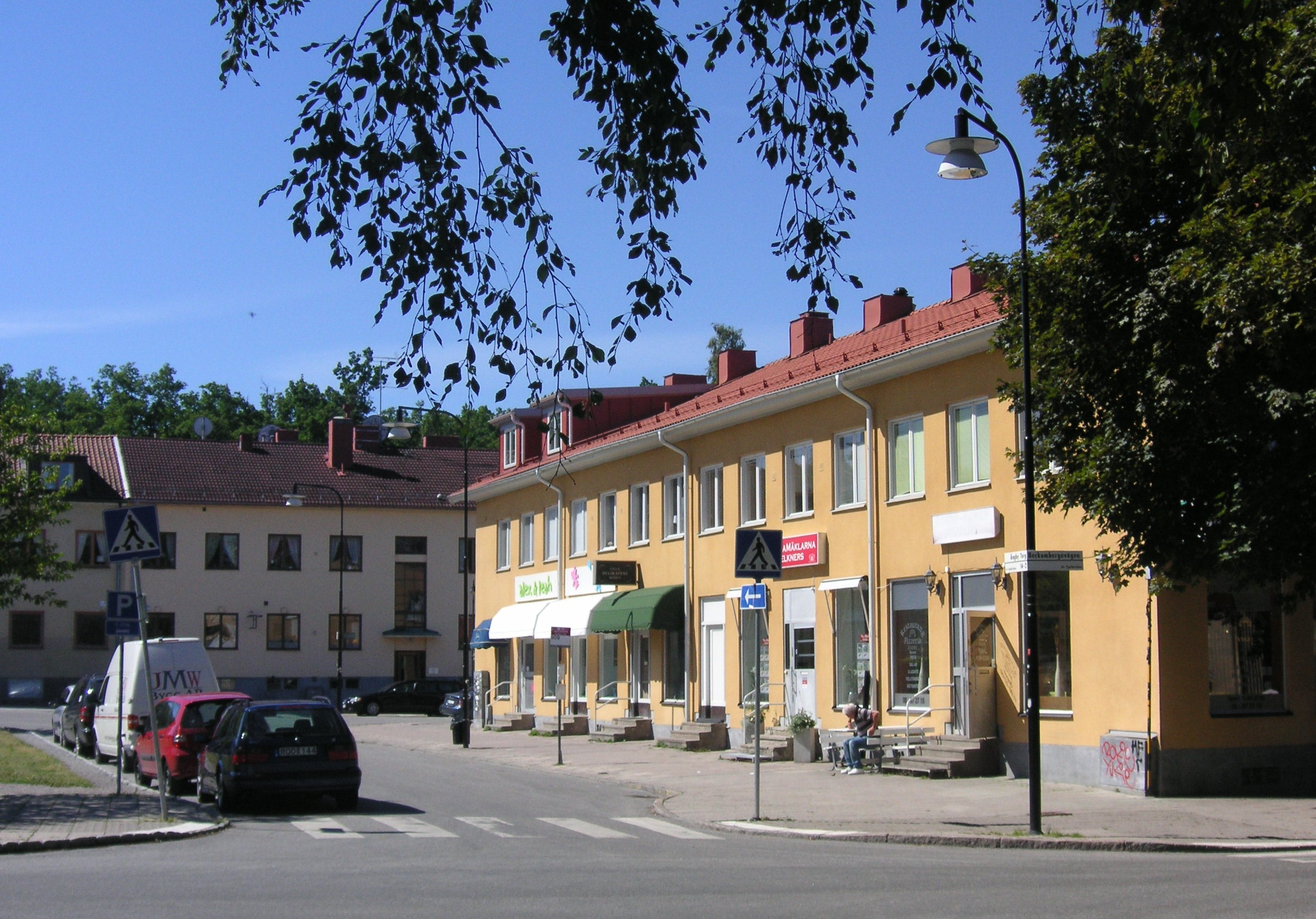
Ängby torg år 2008.

- Alviks torg
- Brommaplan
- Islandstorget
- Ulvsundaplan
- Ängby torg
- Ängbyplan

## Broar
- Huvudstabron
- Nockebybron
- Tranebergsbron